# Västra Strö landskommun
Västra Strö landskommun var en tidigare kommun i dåvarande Malmöhus län.

## Administrativ historik
Kommunen bildades i strö socken i Onsjö härad i Skåne när 1862 års kommunalförordningar trädde i kraft. Namnet var före 17 april 1885 Strö landskommun.
Vid kommunreformen 1952 uppgick kommunen i Bosarps landskommun som uppgick 1967 i Eslövs stad som ombildades 1971 till Eslövs kommun.